# Mujeres Muralistas
Mujeres Muralistas fue un colectivo de artistas latinas compuesto exclusivamente por mujeres con sede en el Distrito de la Misión en San Francisco en la década de 1970. Crearon murales públicos en toda el área de la Bahía de San Francisco. Sus murales eran coloridos y de gran escala que se centraban en temas como la feminidad, la cultura, la belleza y el cambio sociopolítico. Patricia Rodriguez, Graciela Carrillo, Consuelo Méndez e Irene Pérez son reconocidas como las fundadoras y miembros más prominentes del colectivo, aunque otras artistas chicanas también crearon e incluso se unieron más tarde, como Susan Cervantes, Ester Hernandez y Miriam Olivo, entre otras.
Mujeres Muralistas fue uno de los primeros grupos de arte mural del Distrito de la Misión de San Francisco, que reaccionó contra el movimiento contemporáneo de arte chicano, dominado por los hombres. Las Mujeres Muralistas establecieron su estilo único en 1973. En esa época las mujeres artistas trabajaban pintando murales, pero no como colectivo.  El arte chicano fue, desde sus inicios, un arte de protesta, vinculado a la política social y al movimiento obrero y preocupado por crear una obra distintiva que reflejara la experiencia mexicana en Estados Unidos. Su miembro, Ester Hernández, fue la creadora de una de las primeras imágenes que relacionaba la difícil situación de los trabajadores agrícolas con los efectos sobre los consumidores y el medio ambiente, con su serigrafía Sun Mad (1981).  Grupos de mujeres artistas de color, como Mujeres Muralistas, protestaron contra la marginación por motivos de género, raza y etnia. Algunos otros grupos muralistas chicanos en el norte de California durante la década de 1970 fueron la Galería de la Raza, Royal Chicano Air Force y Brocha de Valle.

## Historia
Mujeres Muralistas comenzaron su andadura a principios de los años setenta. Patricia Rodríguez y Graciela Carrillo estudiaban en el Instituto de Arte de San Francisco. En una entrevista, Rodríguez recordó que no estaba satisfecha con la educación que recibía en el Instituto, ya que giraba principalmente en torno al movimiento minimalista. Era partidaria de utilizar más color.  Ambas se unieron a Consuelo Méndez e Irene Pérez en 1974 para crear arte público desde una perspectiva feminista latina. Fueron el primer colectivo de artistas (y muralistas) latinas.
En esta época, el distrito de la Misión era predominantemente latino (alrededor del 45% del vecindario era latino según un censo de 1970).   Los muralistas se inspiraron enormemente en el Movimiento Chicano y en las culturas de su comunidad. En aquella época había otros muralistas trabajando en el distrito de la Misión, pero ellas fueron las primeras mujeres que entraron en escena. Los artistas masculinos, inspirándose en la imaginería de Los Tres Grandes (Diego Rivera, José Clemente Orozco y David Siqueiros), solían pintar murales sobre la violencia, la guerra y las figuras revolucionarias, pero las muralistas no estaban interesadas en pinturas tan agresivamente políticas. Se centraban en retratar su cultura, la belleza de la mujer chicana/latinoamericana y la diversidad de la latinidad en la comunidad.

## Murales

### Latinoamérica(1974)
Su primer mural de encargo público se llamó Latinoamérica, situado en Mission Street y 25th Street, y pintado para la organización Mission Model Cities. Se les encargó crear un mural que representara la cultura latina de la zona. Para lograrlo, utilizaron en su mural muchos simbolismos relevantes para los latinos, como una pirámide de tallos de maíz que ilustra el importante papel que desempeñaba el maíz en la vida de los pueblos indígenas americanos.
El mural Latinoamérica ayudó a conectar a los latinos con su cultura y a enseñar a las generaciones futuras más sobre sus raíces culturales.  Algunos de los símbolos culturalmente significativos del mural son un águila azteca y los antepasados; este homenaje a la mitología latinoamericana tendió un puente entre la comunidad latina y su "pasado indígena como forma de empoderamiento cultura".  El distrito de la Misión de San Francisco albergaba un grupo numeroso y diverso de latinos, a los que las Mujeres Muralistas reconocían en su mural. Junto a los latinos nativos de Estados Unidos, Latinoamérica amplió su representación a latinos de naciones como Bolivia, Venezuela y Perú. El mural reconocía y honraba a latinos tanto de Norteamérica como de Sudamérica en un esfuerzo por fomentar una «identidad panlatina».  Al igual que el distrito de la Misión, las Mujeres Muralistas eran un grupo diverso de latinas, cuyas singulares identidades culturales y nacionales influyeron en sus aportaciones estilísticas a Latinoamérica.  Según Latinas in the United States, set: A Historical Encyclopedia, editado por Vicki L. Ruiz y Virginia Sánchez Korrol, los temas comunes subyacentes a la obra de muchas artistas latinas eran los del «bienestar humano y la justicia social». Las obras de arte, por ejemplo, representaban a personas realizando trabajos y tareas cotidianas, a menudo centradas en la clase trabajadora (campesinas y obreras).  En concreto, la representación de mujeres y niños en Latinoamérica fue la forma que tuvieron las Mujeres Muralistas de redefinir los murales latinos, celebrando a la comunidad latina con imágenes vibrantes en lugar de recrear la oscura estética de «sangre y vísceras» pintada por sus homólogos masculinos.

### Para El mercado(1974)
Los Muralistas fueron contratados para crear un mural en el lateral de Paco's Tacos, un restaurante situado en la esquina de la calle 24 con South Van Ness. Acababan de construir un McDonald's al otro lado de la calle, así que el mural en el edificio de Paco's Tacos fue un esfuerzo por mantener el restaurante único y relevante en comparación con su nuevo competidor. Este mural presentaba a cuatro mujeres de gran tamaño rodeadas de abundantes frutas de colores, animales y exóticos paisajes naturales. El grupo decidió centrar el mural en el tema de la comida y el concepto de mercado latinoamericano. 

### Fantasy World for Children(1975)
En 2010 Fantasy World for Children (Mundo fantástico para niños) era el único mural creado por los Muralistas todavía se podía ver. Recibieron el encargo de realizar el mural para el miniparque de la calle 24. Al tratarse de un espacio para niños, querían que el mural hiciera el entorno del parque más acogedor y atractivo para las familias, de modo que se utilizara más. Pensaron en el tipo de gente que se acercaría al espacio y el producto final era muy colorido y tenía muchos simbolismos relacionados con la cultura latina, como un sol femenino que actuaba como una especie de diosa de la Madre Naturaleza y una mujer que soplaba el viento en la esquina superior izquierda que parecía ser de ascendencia maya. Aunque el mural aún puede verse, necesita una restauración.
Fue el último mural que realizó el colectivo, ya que en los años siguientes se centraron en sus carreras individuales y Méndez regresó a Venezuela, donde retomó el grabado.

## Legado
Patricia Rodríguez comentó el trabajo del grupo diciendo: "Las declaraciones que hicimos eran muy femeninas y recibimos muchas críticas porque no hacíamos soldados con armas, no hacíamos figuras revolucionarias. Pintábamos mujeres. Mujeres en el mercado, mujeres amamantando, mujeres haciendo arte. La gente se enfadó mucho porque hacíamos eso. Nos preguntaban que cómo podíamos pintar eso cuando estaban pasando tantas cosas. Nosotras  les contestábamos que ser mujer es una revolución en la sociedad.
Defendieron una visión estética que rompía con las normas del muralismo chicano tradicional, centrado en narrativas masculinas y nacionalistas. Su enfoque amplió el papel del mural como herramienta de cohesión comunitaria y cambio social. Aunque sus obra, a veces calificadas de “apolíticas” o “nostálgicas”, promovían activamente el protagonismo de las mujeres y la diversidad. Su trabajo atrajo la atención de medios como San Francisco Chronicle, The New Republic y Sunset Magazine, logrando un impacto que trascendió su entorno local e inspiró a nuevas generaciones de artistas latinas.

## Reconocimientos
En 2022, el Museo de Arte Moderno de San Francisco (SFMOMA), lanzó la publicación digital Proyecto Mission Murals editado por Cary Cordova para documentar y divulgar a través de su página web, la historia de Mujeres Muralistas. Incluyó, además, el estreno de Las Muralistas: Our Walls, Our Stories, un documental dirigido por Javier Briones y editado por Claudia Escobar, en el que las artistas del colectivo relatan la historia de Mujeres Muralistas, su impacto femenino en el movimiento, y su contribución para abrir espacio para futuras muralistas.